# Jaskinia Bruniquel
Jaskinia Bruniquel – stanowisko archeologiczne położone niedaleko miejscowości Bruniquel we Francji. Znajdują się tam artefakty kulturowe uważane za wytwór neandertalczyków żyjących 176,5 tys. lat temu (±2,1 tys.). Daleko pod ziemią, 336 metrów w głąb jaskini, odkryto stosy stalagmitów i dwa duże pierścienie ułożone ze stalagmitów umyślnie połamanych, palone kości niedźwiedzi oraz dowody korzystania z ognia. Ich powstanie wyprzedza znacznie pozostałe znane artefakty plemienia Hominini, takie jak malowidła skalne. Ponieważ datowanie radiowęglowe jest użyteczne najwyżej 50 000 lat wstecz, naukowcy Jacques Jaubert i Dominique Genty zmierzyli czas ich wytworzenia analizując poziom uranu w stalagmitach przed i po ich złamaniu. W czasach tak odległych, człowiek współczesny jeszcze nie występował na tych terenach.
Od 2019 roku posiada status monument historique, w kategorii classé (zabytek o znaczeniu krajowym).